# بنك المدينة
بنك المدينة، مؤسسة مالية لبنانية، وضع مصرف لبنان يده عليها وأغلقها تماما عام 2003، للاشتباه بحركة الأموال فيها، لا سيما القروض. وكان عدنان أبو عياش قد اشترى هذا البنك في العام 1986. 
 وما زال التحقيق جاريا في القضاء اللبناني، بتهم الغش والفساد المالي وتبييض الأموال في البنك المذكور.